# Hồ İznik
İznik (tiếng Thổ Nhĩ Kỳ: İznik Gölü, tiếng Hy Lạp cổ đại: Ασκάνια) là một hồ ở huyện İznik, tỉnh Bursa, Thổ Nhĩ Kỳ. Hồ có chiều dài khoảng 32 km và rộng 10 km với độ sâu tối đa khoảng 80 m.

## Lịch sử
Trong thần thoại Hy Lạp, trong cuộc Chiến tranh thành Troia, khu vực bên Hồ İznik do người Phrygian làm chủ, họ đã gửi quân tới viện trợ vua Priam, dẫn đầu bởi anh em Phorcys và Ascanius, con trai của vua Aretaon.
Trong những năm 1920, khu vực này được biết đến với việc sản xuất lúa gạo.
Trong năm 2014, khi chính quyền tại İznik trong quá trình chụp ảnh trên không để khảo sát các di tích địa phương với mục tiêu kiểm kê các địa điểm lịch sử và văn hóa lâu đời, các nhà khảo cổ học đã phát hiện một Vương cung thánh đường 1.600 năm tuổi khổng lồ nằm ở độ sâu từ 1 mét rưỡi đến 2 mét dưới đáy của hồ nước.
Các nhà khảo cổ học, sử gia và chuyên gia về mảng lịch sử nghệ thuật lập tức vào cuộc với nỗ lực trả lại danh tính cho nơi này. Giới chuyên gia cho rằng, nhiều khả năng vương cung thánh đường được xây dựng vào năm 325, sau khi sự kiện tổ chức ra Công đồng Nicaea thứ nhất cùng năm. Đây là vương cung thánh đường được xây dựng vào thế kỷ thứ 4 dưới thời của Đế quốc Đông La Mã nhằm vinh danh thánh tử đạo Neophytos, người đã thiệt mạng dưới bàn tay của Quân đội Đế quốc La Mã vào năm 303, thời Hoàng đế La Mã Diocletianus, trước khi có Sắc lệnh Milano chấm dứt thảm sát tín đồ Ki-tô giáo trong toàn đế quốc. Các chuyên gia cũng xác định vương cung thánh đường đã đổ sụp trong một trận động đất vào năm 740 và chưa bao giờ được xây dựng lại một lần nữa. Theo thời gian, phần còn lại của cấu trúc xưa chìm dần xuống nước do nước hồ dâng lên. Và việc phát hiện vương cung thánh đường trên đã được vinh danh là một trong những khám phá quan trọng nhất trong những năm gần đây của Viện Khảo cổ châu Mỹ.
Chính quyền địa phương đang kêu gọi biến nơi đây thành khu bảo tồn khảo cổ học dưới nước đầu tiên của Thổ Nhĩ Kỳ.

## Hệ thực vật và động vật
Năm 1989, Hiệp hội các tổ chức phi chính phủ quốc tế (iNGO) về bảo tồn đa dạng sinh học chim và môi trường sống của chúng đã tuyên bố hồ là một khu vực quan trọng cho các loài thủy cầm, đang bị đe doạ trước sự phát triển của huyện İznik.

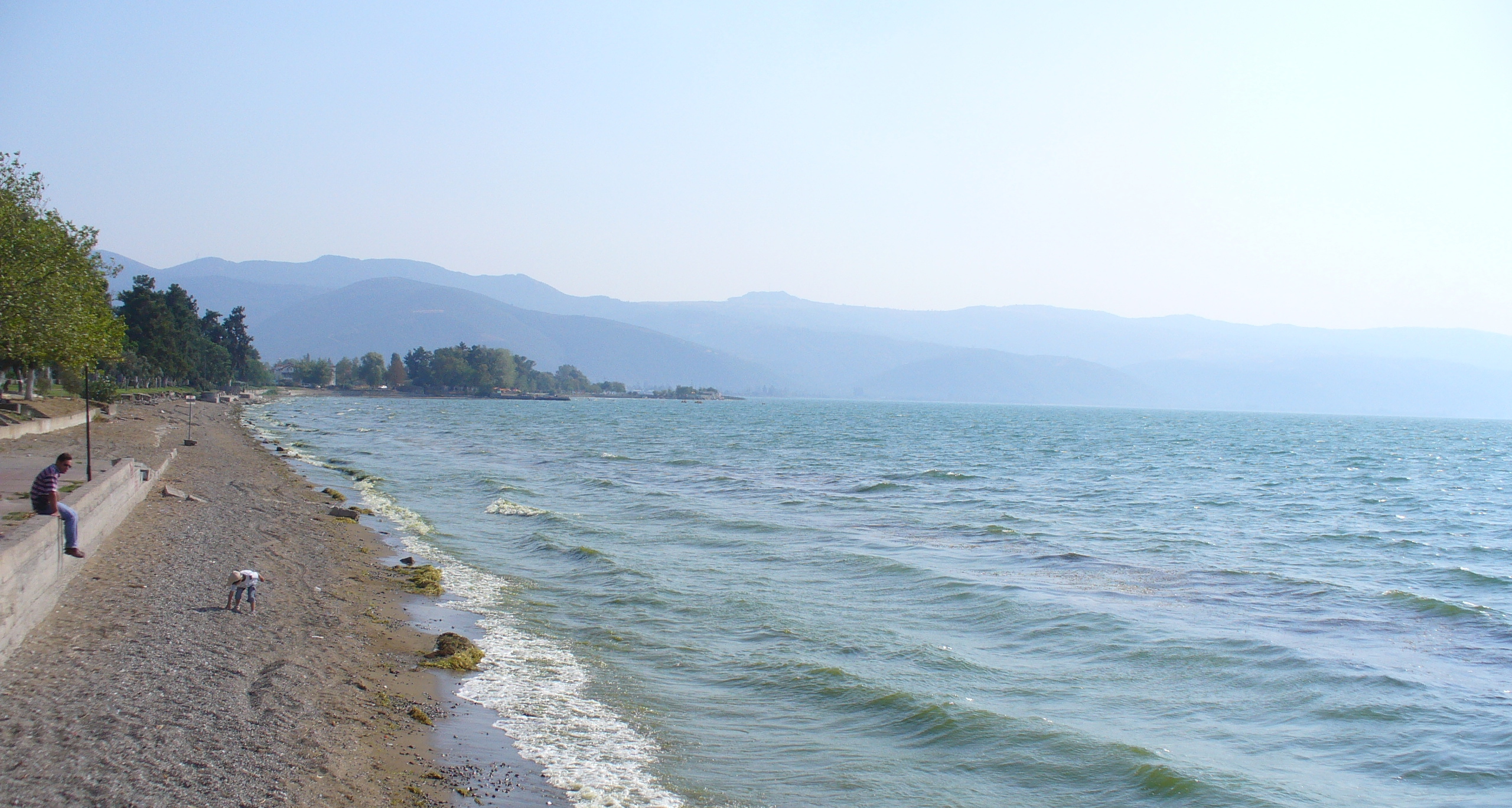
Quang cảnh hồ İznik